# East Pilbara Shire
East Pilbara Shire är en kommun i regionen Pilbara i Western Australia i Australien. Kommunen har en area på 379 571 km², vilket gör den till världens till ytan största kommun, och enligt 2011 års folkräkning en befolkning på 11 950. Huvudort är Newman. Andra större orter är Jigalong, Marble Bar, Nullagine och Telfer.